# Обособление
Обособле́ние — в языкознании: ритмико-интонационное и смысловое выделение члена предложения и зависимых от него слов для сообщения ему самостоятельной коммуникативной значимости и синтаксической самостоятельности. Обособлению чаще подвергаются компоненты с определительной (в широком смысле) функцией: определения, приложения, обстоятельства, слабоуправляемые падежные и предложно-падежные формы.
Термин «обособление» введён А. М. Пешковским в книге «Русский синтаксис в научном освещении».

## Факторы, способствующие обособлению
Существует ряд факторов, способствующих обособлению второстепенного члена предложения. В их число входят:
- наличие у него зависимых слов;
- инверсивный (отличный от нейтрального) порядок слов (рус. Её постигло большое и неожиданное горе, но Её постигло горе, большое и неожиданное);
- появление дополнительных смысловых связей (рус. Собрание состоится завтра, в четверг, где словоформа в четверг одновременно выступает обстоятельством времени, относящимся к сказуемому, и уточняющим компонентом по отношению к обстоятельству завтра).

## Семантика
Семантико-стилистическая функция обособления — уточнение высказываемой мысли и дополнительная характеристика лица или предмета: при обособлении связь определяющего и определяемого членов предложения получает дополнительный смысловой оттенок (причинный, уступительный, временно́й) и приобретает характер побочной предикации (ср. рус. Усталые путники остановились на ночлег и Усталые, путники остановились на ночлег), приближая обособленный член к придаточному предложению. Обособление несёт дополнительное сообщение, сопутствующее тому, о чём говорится в распространяемой части предложения.
Обособление нередко вносит в предложение экспрессивную окраску.

## Согласованные определения
| Условия обособления                                                                                                   | Примеры |
| --- | --- |
| 1. Стоят после определяемого слова и выражены причастным оборотом                                                     | Туча, нависшая над высокими вершинами тополей, уже сыпала дождиком |
| 2. Стоят после определяемого слова и выражены адъективным оборотом (прилагательным с зависимым словом)                | На опустевшей платформе тонко блестели длинные полоски дождевой воды, голубой от неба |
| 3. Стоят перед определяемым словом и имеют добавочный оттенок (причины, уступки)                                      | 1. Изумлённый этим хохотом, Павел сел на пол и смотрел куда-то в угол (оттенок причины) 2. Всегда уверенный в себе, спортсмен сегодня почему-то волновался (оттенок уступки: «несмотря на что?») |
| 4. Два (и более) одиночных определения стоят после определяемого слова, особенно, если перед ним уже есть определение | 1. Васька, сердитый и заспанный, стоял у ворот и пропускал лошадей 2. Есть особая, вероятно, всем понятная прелесть в осенних днях, тёплых и печальных                                           |

## Согласованные определения не обособляются
1. Стоящие перед определяемым словом и не имеющие добавочных обстоятельственных значений:
Уходящий в прошлое день не принёс ничего необычного.
2. Стоящие после определяемого слова, которое само по себе не выражает нужного смысла и нуждается в определении:
Лицо его имело выражение довольно приятное, но плутовское.
3. Связанные по смыслу не только с подлежащим, но и со сказуемым:
Солнце взошло мутное, заспанное и холодное.
4. Стоящие после неопределённых, отрицательных, определительных, указательных притяжательных местоимений, так как связаны с ними по смыслу:
Никто входящий в парк не оставался незамеченным.
Вдруг что-то похожее на песню поразило мой слух.

## Несогласованные определения
| Условия обособления | Примеры |
| --- | --- |
| 1. Входят в ряд однородных членов с обособленными согласованными определениями                                               | Около полудня обыкновенно появляется множество круглых высоких облаков, золотисто-серых, с нежными белыми краями                |
| 2. Относятся к имени собственному                                                                                            | Анна, в сером халате, с коротко остриженными чёрными волосами, сидела на кушетке                                                |
| 3. Если необходимо выделить обозначаемый ими признак                                                                         | В комнату вошёл пожилой человек, в сером сюртуке, в сером жилете, с голым черепом и с необъятно широкими и густыми бакенбардами |
| 4. Выраженные инфинитивом, если имеют пояснительный оттенок, а перед определяемым словом стоит определение (выделяется тире) | Но прекрасен данный жребий — просиять и умереть                                                                                 |

## Приложение
Дефис при одиночном приложении
| Ставится | Не ставится |
| --- | --- |
| 1. Если одиночное приложение присоединяется к определяемому нарицательному существительному: город-герой, девочки-подростки, хирург-офицер                                                                                          | Если приложения являются неоднородными (характеризуют предмет с разных сторон): офицер хирург Иванов                                                                       |
| 2. После собственного наименования (чаще всего географического названия), являющегося приложением при родовом понятии: Москва-река, Казбек-гора                                                                                     | Если приложение — собственное наименование стоит после родового понятия: река Москва, гора Казбек                                                                          |
| 3. Если сочетание двух нарицательных существительных представляет собой сложный научный термин (вторая часть его не служит самостоятельным видовым понятием), название специальности и т. п.: жук-олень, рак-богомол, врач-терапевт | Если первое существительное обозначает родовое понятие, а второе — видовое: цветок ромашка, птица ястреб                                                                   |
| 4. | Если приложение, предшествующее нарицательному существительному, может быть приравнено по значению к прилагательному: красавица дочка (= красивая), старик отец (= старый) |
| 5. | Если первыми словами в словосочетании являются слова господин, гражданин товарищ и др.: гражданин начальник, господин президент                                            |

Запятая при приложении
| Условия обособления | Примеры |
| --- | --- |
| 1. Относится к личному местоимению                                                                                     | Это была она, петергофская незнакомка                                                                                  |
| 2. Распространённое, относится к имени собственному и стоит после него                                                 | В приёмную входит дьячок Вонмигласов, коренастый старик в коричневой рясе с широким кожаным поясом                     |
| 3. Одиночное, относящееся к имени собственному и стоящее после него (при соответствующей интонации)                    | Это был Коля, гимназист                                                                                                |
| 4. Стоит перед определяемым словом, но имеет добавочный обстоятельственный оттенок (причины, уступки)                  | Человек живой, страстный, увлекающийся, Врубель стоял в центре умственных интересов и идейных увлечений своего времени |
| 5. Распространённое, относящееся к нарицательному существительному и стоящее, как правило, после него                  | Пастух, дряхлый старик с одним глазом и покривившимся ртом, идёт понурив голову                                        |
| 6. Имеют пояснительный характер (выделяются тире)                                                                      | На столе, рядом с печью, стояли куличи — пышные белые булки                                                            |
| 7. Присоединённое союзом как (если имеет дополнительное оттенок причины) или словами по имени, по фамилии, родом и др. | Как человек осторожный, Иван Федорович предпочитал по возможности не пользоваться явками, оставленными ему             |

Тире при приложении
| Условия обособления | Пример |
| --- | --- |
| 1. Распространённое приложение, стоит после определяемого слова в конце предложения, перед ним можно поставить а именно                                                    | В углу светилось жёлтое пятно — огонь в окне квартиры                                                                               |
| 2. Распространённое или одиночное приложение стоит в середине или в конце предложения и служит для внесения ясности (разъяснения) или подчёркивается его самостоятельность | Сестра моя — жизнь — и сегодня в разливе расшиблась весенним дождём обо всех. Мне очень нравится аромат цветков этого дерева — липы |
| 3. Выделяется с двух сторон, если вносит пояснительный характер | Смотритель ночлежки — отставной солдат — шёл рядом                                                                                  |

Приложение заключается в кавычки
Несогласованные приложения (названия газет, журналов, художественных произведений, предприятий и т. п.) заключаются в кавычки:
Вышел очередной выпуск газеты «Известия».
Автомобильное предприятие «ЗИЛ» будет реорганизовано.

## Обособленныеобстоятельства
| Условия обособления | Примеры | Примечания |
| --- | --- | --- |
| 1. Выраженное деепричастным оборотом | Вылетев из Африки в апреле к берегам отеческой земли, длинным треугольником летели, утопая в небе, журавли                           | Исключения: а) фразеологизм: Упустила Лиса́ пожи́ву и пошла прочь несолоно хлебавши б) стоит в ряду однородных необособленных обстоятельств: Нет женского взора, которого бы я не забыл при виде голубого неба или внимая шуму потока, падающего с утёса на утёс в) зависимым является союзное слово который: Чай — напиток, выпив который становишься бодрей |
| 2. Выраженное одиночным деепричастием | Гусев, насупившись, стоял у аппарата                                                                                                 | Исключение: одиночные деепричастия, перешедшие в наречия: Он шёл крадучись (= тайком) |
| 3. Два одиночных деепричастия | Ворча и оглядываясь, Каштанка вошла в комнату                                                                                        | |
| 4. Выраженное существительным с предлогом несмотря на, невзирая на                                                                               | Я думаю, что, несмотря на свой возраст, ты очень неплохая артистка                                                                   | |
| 5. Могут обособляться обстоятельства, выраженные существительными с предлогами благодаря, вопреки, согласно, вследствие, ввиду, по причине и др. | 1.Савельич, согласно с мнением ямщика, советовал воротиться 2. Благодаря массе новых впечатлений, день прошел для Каштанки незаметно | Но: 1. Вследствие дождя дорога стала очень неудобна 2. Герой — это тот, кто творит жизнь вопреки смерти |

## Обособленныедополнения
Могут обособляться именные конструкции, условно называемые дополнениями, с предлогами:
1) кроме, исключая, за исключением и др. (со значением исключения)
2) помимо, сверх, наряду с и др. (со значением включения)
3) вместо и др. (со значением замещения)
Обособление данных конструкций происходит, если пишущий желает подчеркнуть их роль в предложении.

## Способы выражения

### В устной речи
Средствами обособления в устной речи могут служить как интонационное выделение (повышение голоса перед обособленным членом, использование пауз, фразового ударения), так и смена порядка слов.

### На письме
На письме обособленные члены предложения выделяются запятыми, реже — тире: Прямо против кордона, на том берегу, было пусто (Л. Н. Толстой).

## Типы обособленных единиц
По функции в предложении различаются полупредикативные и поясняющие обособленные обороты. Полупредикативные обороты обладают относительной содержательной самостоятельностью и близки к придаточным или самостоятельным предложениям. Среди них различают:
- причастный оборот (рус. Вдали виднеется маяк, стоящий у моря);
- деепричастный оборот (Он шёл, размахивая руками);
- субстантивный обособленный оборот (Мирные люди, они тяжело переносили опасности фронта);
- адъективный оборот (Рубаха его, похожая на трактирную салфетку, всегда была раскрыта на груди).

Поясняющие обороты, как правило, зависят от второстепенных членов предложения и несут конкретизирующее значение или сообщают дополнительную информацию. В зависимости от части речи, к которой принадлежит главный член обособленной конструкции (существительное, прилагательное, спрягаемая форма глагола, инфинитив, наречие), различают поясняющие обособленные обороты следующих типов:
- субстантивные (Около вагона, на снегу, толпились солдаты), в том числе ограничительно-выделительные (Пришли все, кроме Ивана);
- адъективные (Эту лужу, на вид безобидную, нельзя брать с разгону);
- глагольные (Надо писать о том, что горит, не ждёт);
- инфинитивные (Многие пришли просто так — посидеть да побеседовать);
- наречные (Среди разговора, неожиданно для себя, он задремал).

## Обособление вязыках мира

### Русский язык
В русском языке при обособлении проявляются необычные свойства как обособляемого, так и распространяемого элемента. Так, обособленное определение может иметь не только полную, но и краткую форму: Окаймлён летучей пеной,/ Днем и ночью дышит мол (А. А. Блок); в качестве определяемого могут выступать местоимение: И на чужой скале, за синими морями,/ Забытый, он угас совсем (М. Ю. Лермонтов) — и имя собственное: Маша, бледная и трепещущая, подошла к Ивану Кузьмичу (А. С. Пушкин).